# Iocasta (satélite)
Iocasta é um pequeno satélite natural do planeta Júpiter com apenas 5 km de diâmetro. O nome provém de uma das grafias do nome de Jocasta, mãe de Édipo na mitologia grega.